# 米埃関係
米埃関係（べいあいかんけい、アメリカとエジプトの関係、Egypt–United_States_relations）は、複雑な歴史を持つ関係である。

## 解説
両国は第二次世界大戦後、中東地域における影響力を拡大するために接点を持ち始めた。特に、イスラム主義運動が盛んになっていた1970年代には、エジプトの大統領ガマール・アブドゥル＝ナーセルは、アメリカとの同盟関係を強化した。
しかし、冷戦時代に入ると、エジプトはソ連との関係を深め、アメリカとの関係は緊張を深めた。エジプトの大統領アンワル・サダトは、1977年にイスラエルとの和平交渉を開始し、翌年にはキャンプ・デービッド合意に署名した。この合意は、アメリカの仲介によって成立したものであり、アメリカとエジプトの関係を改善するひとつの要因となった。
その後、エジプトは中東地域での影響力を増大させ、テロ対策や安全保障分野でアメリカと協力するようになった。エジプトはまた、国内経済の発展や貧困の削減を目指して、アメリカとの貿易関係を強化している。また、エジプトはSuez Canalやエジプト観光地などでアメリカ企業の進出を促進している。
一方で、エジプトは人権問題や民主主義の尊重に関する批判を受けており、アメリカとの関係も依然として複雑なものとなっている。例えば、エジプトの大統領アブデルファッターハルシード・シーシーは、政敵を弾圧し、メディアや市民社会団体に対する取り締まりを強化するなど、強権的な政策を採用している。アメリカはこうしたエジプトの行動を批判する一方で、エジプトとの協力関係を維持することを求めている。
現在、アメリカとエジプトは、テロ対策、安全保障、貿易など多岐にわたる分野で協力関係を築いている。しかし、エジプトが民主主義や人権問題に向き合う姿勢を改善しなければ、今後もアメリカとエジプトの関係は複雑なものとなり続けると予測される。両国は相互の利益を追求する一方で、エジプトが民主主義や人権を尊重することが、両国関係の健全な発展に必要不可欠と言える。